# Katarina Verst
Katarina Verst (* 6. März 2007) ist eine estnische Leichtathletin, die sich auf den Diskuswurf spezialisiert hat.

## Sportliche Laufbahn
Erste internationale Erfahrung sammelte Katarina Verst im Jahr 2024, als sie bei den U18-Europameisterschaften in Banská Bystrica mit einer Weite von 52,225 m in der Qualifikationsrunde ausschied. Im Jahr darauf wurde sie bei der 2. Liga der Team-Europameisterschaft in Maribor mit 43,72 m 15. und anschließend belegte sie bei den U20-Europameisterschaften in Tampere mit 48,09 m den achten Platz. 
2025 wurde Verst estnische Meisterin im Diskuswurf.